# Església de Santa María de Quintanilla de las Viñas
L'església de Santa María de Quintanilla de las Viñas es troba al nucli del mateix nom, del municipi de Mambrillas de Lara, a la província de Burgos, Espanya. És un dels pocs exemples d'arquitectura visigoda conservats. El temple va ser estudiat pel cronista de Burgos Luciano Huidobro el 1927, qui li atribuí un origen mossàrab, però estudis posteriors han ajustat la seva cronologia a l'època del Regne Visigot de Toledo. Va ser declarada Monument Nacional el 25 de novembre de 1929 i restaurada.

## Història i descripció
El temple s'alça sobre una antiga vil·la tardoromana i es data la seva construcció entre les darreries del segle VII i els primers anys del VIII. L'edifici que es pot observar avui en dia és només part del temple primitiu, i el que ha sobreviscut és l'absis, rectangular, i el transsepte. Falta tota la nau central i parts de les dues naus laterals, tot i que les mesures de l'edifici es coneixen gràcies a les excavacions arqueològiques que van descobrir-ne els fonaments sencers. El conjunt tenia una planta basilical, però la nau transversal fa que també se'l pugui considerar de disposició en creu llatina.
Constructivament, l'obra està formada per carreus grans, com és característic de l'estil visigot (more gothico). És també característic del mateix estil l'arc toral pel qual s'obre la capella major del creuer. Aquest arc és de ferradura per la seva cara interior, i de mig punt peraltat per l'exterior.
L'arc del triomf pel qual s'accedeix a la capella des del creuer té les seves dovelles decorades amb raïms i altres temes vegetals. Es descarrega sobre blocs de pedra de forma prismàtica que fan la funció de capitells i tenen relleus amb al·legories al sol i a la lluna, representats els dos astres per busts humans a l'interior de cercles sostinguts per àngels. Sobre la figura del sol hi ha una inscripció que, desenvolupada per les insercions que s'assenyalen amb parèntesis, diu: «OC EXIGVVM EXIGVA OFF(ert) D(e) O FLAMMOLA VOTUM». Es pot traduir com «La humil Flammola ofereix aquest humil obsequi». A sobre de la clau de l'arc hi ha un carreu que sobresurt, amb la figura de Crist. També hi ha altres carreus decorats amb altres relleus i descontextualitzats, dipositats a l'interior de l'església. Tot el monument es caracteritza pel seu programa iconogràfic, present tant a l'interior de l'edifici com a l'exterior, en frisos decorats amb relleus.
El 2004 foren robats dos d'aquests carreus descontextualitzats amb relleus, que representen dos evangelistes, i foren recuperats a Londres el 2019.

## Imatges

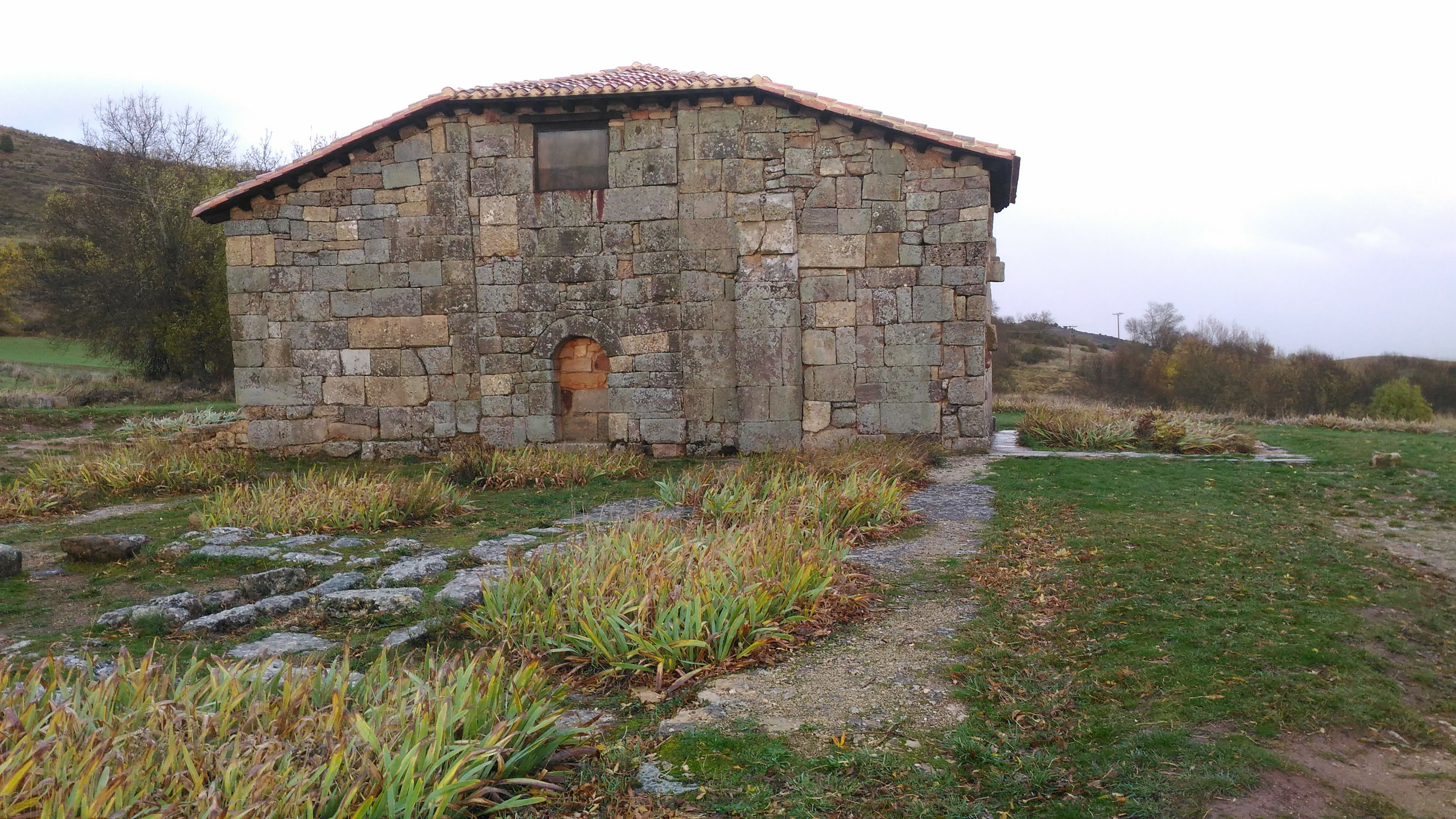
Planta excavada de l'església
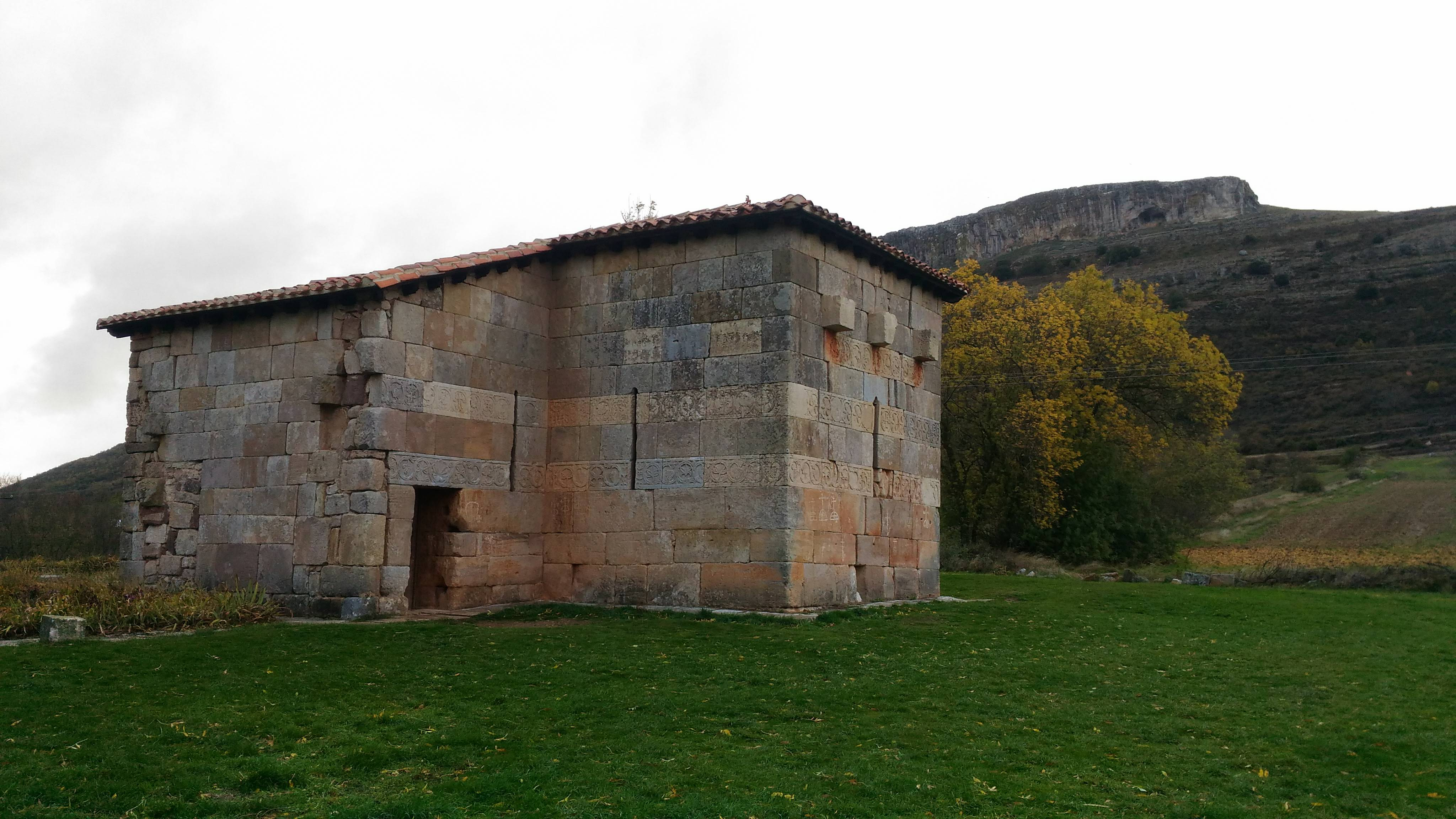
Vista des del sud
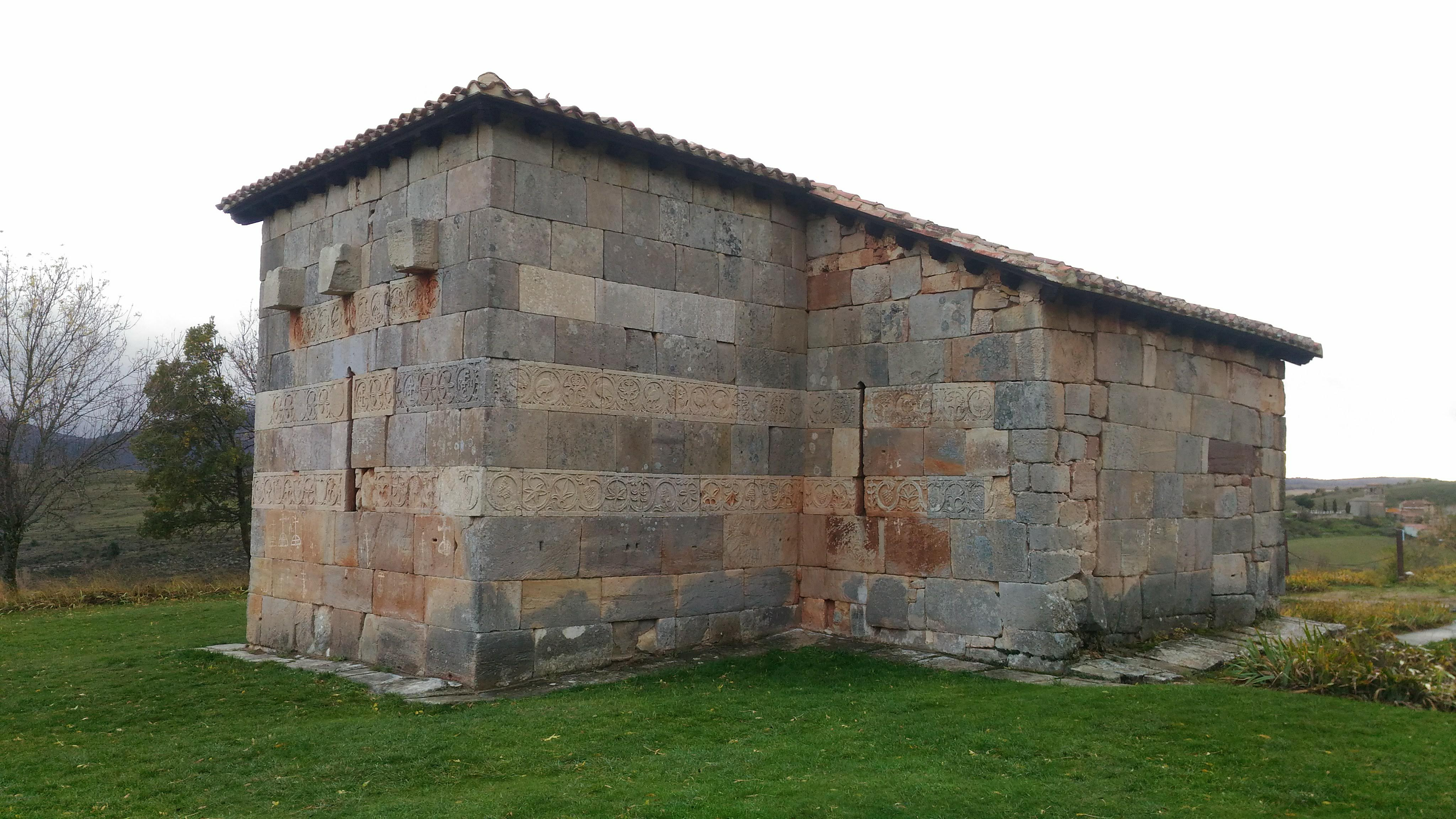
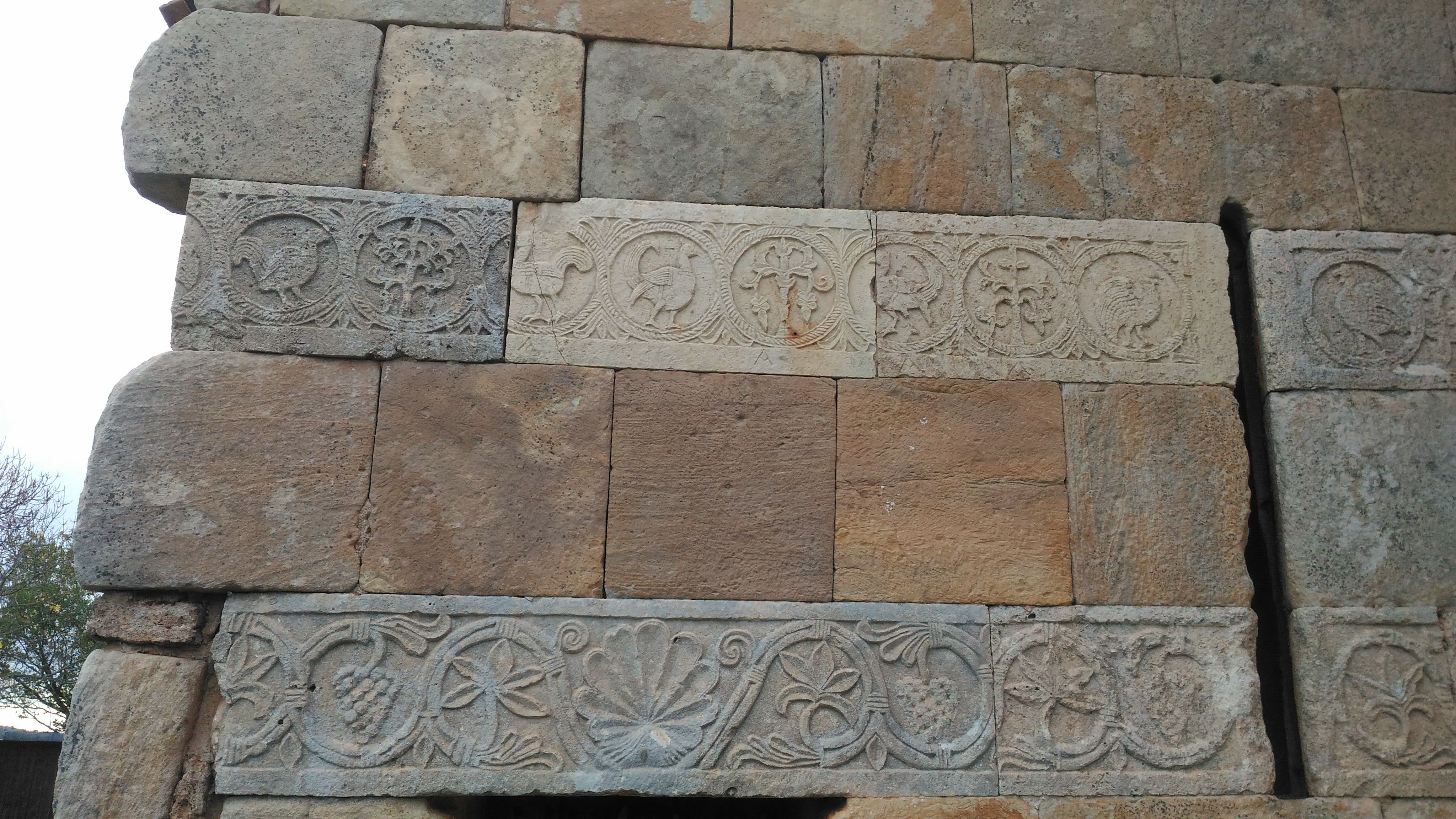
Frisos a sobre de la portalada d'accés al temple
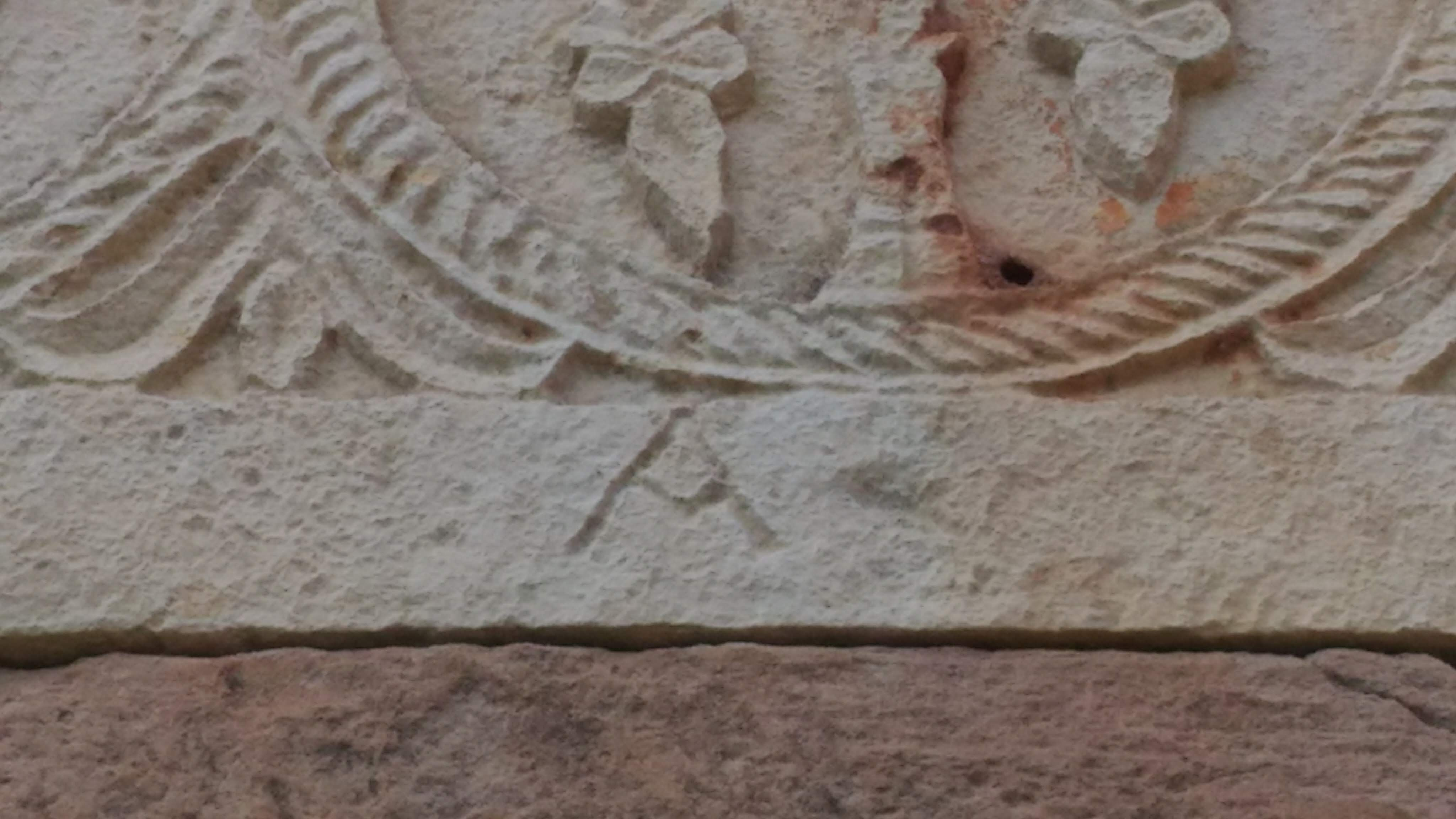
Detalls del fris superior de la paret sud de Santa María de Quintanilla de las Viñas
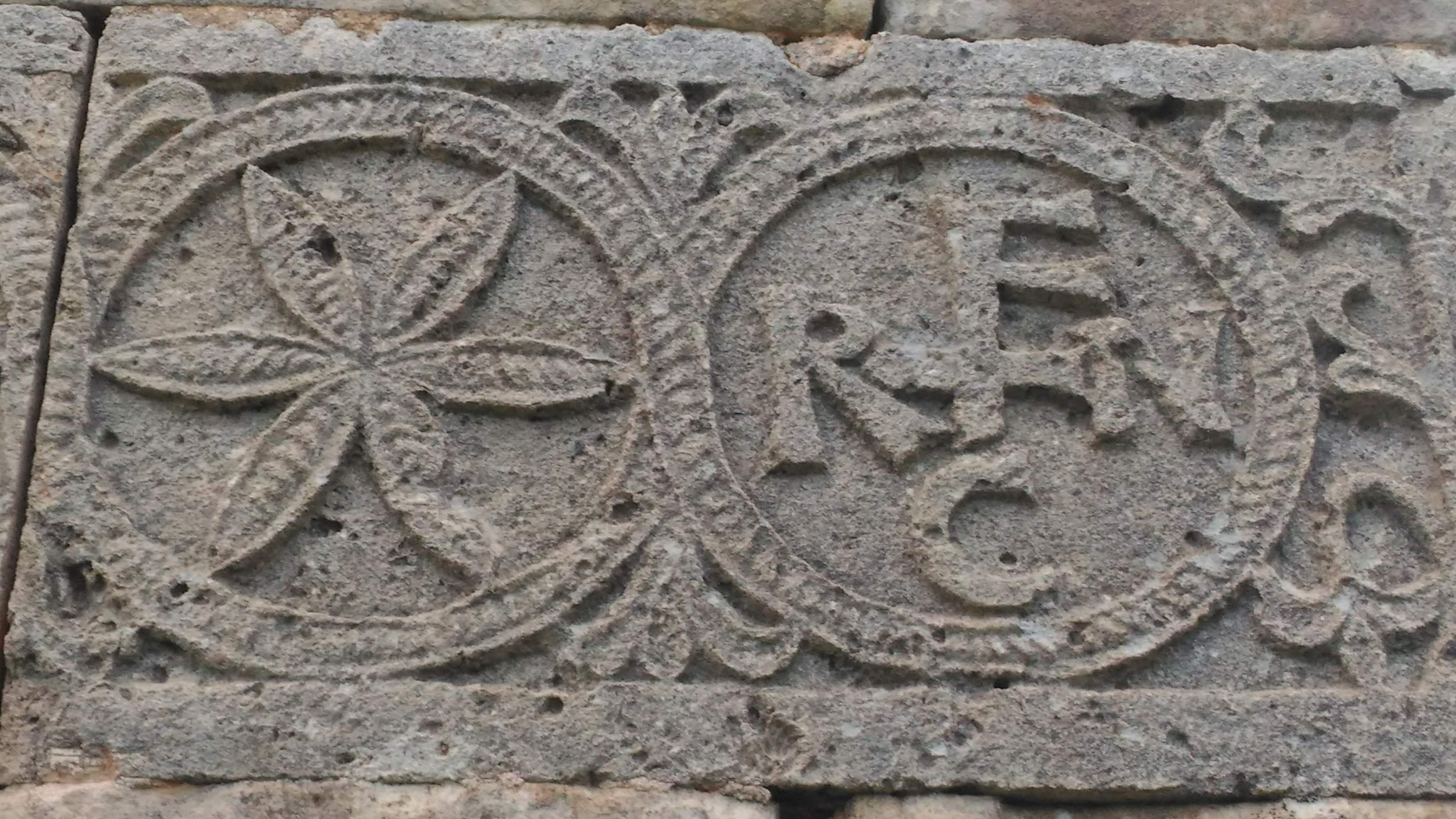
Detall dels relleus del fris intermedi de l'absis